# Aeropuerto de Villa Dolores
Aeropuerto de Villa Dolores (IATA: VDR, OACI: SAOD) es un aeropuerto que se encuentra ubicado en la ciudad de Villa Dolores en la provincia de Córdoba, Argentina.

## Accesos
Las coordenadas del Aeropuerto de Villa Dolores son latitud 31°56′43″S y longitud 65°08′47″O.